# Gastón Aguirre
Gastón Aguirre, né le 11 novembre 1981 à Adrogué en Argentine, est un footballeur argentin. Il évolue au poste de défenseur central dans les années 2000 et 2010.

## Biographie
Gastón Aguirre joue 19 matchs en Copa Libertadores et huit matchs en Copa Sudamericana.
Il est quart de finaliste de la Copa Libertadores en 2008 puis quart de finaliste de la Copa Sudamericana en 2009 avec l'équipe de San Lorenzo.